# Каменный человек
«Ка́менный челове́к» (англ. The Man of Stone) — рассказ американского писателя Говардом Филлипсом. Лавкрафта и Хейзел Хелд, написанный в октябре 1932 года. Это один из пяти рассказов, которые Лавкрафт писал в сотрудничестве с Хелд. Впервые опубликован в октябре 1932 в выпуске журнала «Wonder Stories».

## Сюжет
Джек и Бен Хейден отправляются на поиски пропавшего скульптора Артура Уилера в горах Адирондак. Прибыв в деревушку Маунтин-Топ (англ. Mountain Top) они находят местного жителя, который рассказывает им, что Артур поселился в горах, в хижине «Полоумного» Дэна, обладающего дурной репутацией, и ухлёстывал за его женой, после чего Артур и жена Дэна пропали без вести. На рассвете друзья идут в горы по тропе, что ведет к хижине у пещеры Аллена (англ. Allen’s Cave). У входа стоит реалистичная статуя собаки. Друзья опасаются влияния природных газов, которые действуют на живые организмы таким образом. Внутри пещеры они встречают статую самого Артура и в ужасе бегут назад. После, они находят в доме Дэна две каменные фигуры: привязанный к креслу пожилой мужчина и молодая женщина, лежащая на полу, чье лицо застыло в ехидном выражении. Это был Дэн и его жена. На столе лежит дневник, в котором описано произошедшее. 
Последующие события представляют историю из дневника Дениэля Морриса. Дэн был колдуном, который посещал Праздник лисиц (англ. Feast of the Foxes), открывал врата в Иной мир, проводил ритуалы Черному козлу, Шуб-Ниггурату и Тстатхоггуа. Кроме прочего, в дневнике были алхимические формулы. Николас Ван Кауран, его прадед, узнал секрет зелья окаменения на шабаше на пике Сахарная голова (англ. Sugar-Loaf) в горах Катскилл (англ. Catskills). В 1587 году он был повешен в Вийтгаарте (англ. Wijtgaart) по обвинению в сговоре с Сатаной. Судя по записям, три месяца назад Артур приехал сюда ради горного камня для статуй. Поскольку Дэн владел взрывчаткой для камня, Артур снял комнату в его доме. Однако, Артур имел неосторожность влюбиться в его жену — Розу, которая тоже начала оказывать ему внимание, — за что Дэн решил их отравить. Колдун листал «Книгой Эйбона» и раздумывал — отправить их на смерть в эманацию города Йот (англ. Yoth) или подвергнуть «Зелёной гнили». Выбор пал на напиток окаменения (англ. Petrification drink), поскольку они, наверное, считали Дэна слепоглухонемым. Дэн испытал зелье на любимой собаке его жены, а затем угостил Артура вином, куда влил зелье. Дэн подносил жене отравленную еду, но Роза обо всем догадалась. Тогда Дэн запер её на чердаке и бил розгами.
Последнюю запись сделала Роза. Зелье наполовину парализовало её ноги, но она отпереть дверь и подлить снотворное мужу. Роза никогда не была с ним счастлива и четырежды пыталась сбежать. Ранее Дэн гипнозом заставил её отца выдать дочь замуж. Очнувшись, Дэн сразу понял, что погиб и пытался завывать магические заклинания, но Роза заткнула ему рот кляпом и заставила выпить зелье. Розу почти убило зелье и, будучи не в силах так жить, она допила его остатки.

## Персонажи
- Джек (англ. Jack) — рассказчик, который следует за своим другом Беном Хейденом, чтобы помочь в поисках Артура Уилера.

- Артур Уилер (англ. Arthur Wheeler) — скульптор, чьи работы за реализм называли «трёхмерными фотографиями». Поселился в горах Адирондак, чтобы добывать камень в доме «Безумного Дэна», но был им же убит за роман с его женой.

- Дэниел Моррис «Полоумный Дэн» (англ. Daniel Morris ‘Mad Dan’) — колдун из рода Ван Кауранов и причина страха жителей местной деревни, учинил ряд убийств в горах. Получил прозвище потому, что проводил обряды на Громовой горе. Проводил жертвоприношения чёрных козлов Шуб-Ниггурату на майский сочельник или в канун Дня всех святых. Интересно то, что при этом он служил и Тстатхоггуа. Великий обряд нужен был, чтобы открыть Врата. Торжественно упоминает Р'льех. Прозвище колдуна напоминает колдуна из рассказа «Алхимик».

- Роза С. Моррис (англ. Rose C. Morris) — жена «Полоумного Дэна» и старшая дочь Осборна Чендлера (англ. Osborne Chandler). После многих лет принуждения к участию в оккультных ритуалах она находила утешение в отношениях с Артуром Уилером. Когда Дэн попытался убить её за это, она подмешала ему самому собственный яд. Будучи на половину обращённой в камень, совершила самоубийство.
- Бен Хейден (англ. Ben Hayden) — верный друг Джека, невероятно упрям и авантюрин.

### Второстепенные персонажи
- Генри Джексон (англ. Henry Jackson) — друг Джека и Бена, который обнаружил странные статуи во время лечения за пределами Лейк-Плэсида.

- Николас Ван Кауран (англ. Nicholas Van Kauran) — колдун, служил Чёрному человеку, был повешен за сделку с Дьяволом в Вийтгаарте (англ. Wijtgaart) в 1587 году. Первоначальный владелец «Книги Эйбона».

- Уильям Ван Кауран (англ. William Van Kauran) — внук Николаса, хранил «Книгу Эйбона», жил в Ренслервике (англ. Rensselaerwyck) и Эсопус (англ. Esopus). В Кингспорте и Хэрли (англ. Hurley) имел репутацию опасного человека.

- Бареут Пиктерс Ван Кауран (англ. Bareut Picterse Van Kauran) — прадед «Полоумного Дэна» и участник Великого шабаша на горе Сахарная голова в Катскилл. В какой-то момент хранил семейную «Книги Эйбона» и добавил на странице 667 вкладку о зелье окаменения, которым он в 1834 году убил мирового судью Хасбрука в Нью-Палце. Он исчез из того же города пятью годами позже, в 1839 году.

## Связь с другими произведениями
В рассказе «Затаившийся Страх» упоминаются горы Катскилл.
В рассказе «Слепоглухонемой» описан эффект, подобный окаменению, хотя, это слово тут употребляется вскользь.
В рассказе «Грёзы в ведьмовском доме» описан Чёрный человек, которому служил предок «Полоумного Дэна» — Николас Ван Кауран.
В повести «Курган» описан город Йот в Подземном мире Кейнан, куда «Полоумный Дэн» намеревался открыть эманацию (портал).